# Prasophyllum dossenum
Prasophyllum dossenum är en orkidéart som beskrevs av Robert J. Bates och David Lloyd Jones. Prasophyllum dossenum ingår i släktet Prasophyllum och familjen orkidéer.
Artens utbredningsområde är New South Wales. Inga underarter finns listade i Catalogue of Life.